# 美国不平等的根源
《美国不平等的根源》（英語：Origin）是2023年上映的美国传记劇情片，改编自美国作家伊莎贝尔·威尔克森的专著《种姓：我们不满的根源》，由阿娃·杜威内执导、编剧，安潔紐·艾莉絲、強·柏恩瑟、韋娜·法米加、奧黛莉·麥唐娜、尼西·纳什、尼克·奧佛曼和布莱尔·安德伍德主演。电影入选第80屆威尼斯影展主竞赛单元，2023年9月6日全球首映，定于2023年年底由Neon发行。

## 梗慨
作家伊莎贝尔·威尔克森努力应对巨大的个人悲剧，在撰写《种姓：我们不满的根源》期间踏上前往全球各地调查、探索的道路。

## 演员
- 安潔紐·艾莉絲 饰 伊莎贝尔·威尔克森（英语：Isabel Wilkerson）[3]
- 強·柏恩瑟 饰 布雷特（Brett），伊莎贝尔的丈夫
- 妮西·纳什-贝茨（英语：Niecy Nash-Betts） 饰 马里昂（Marion），伊莎贝尔的表妹
- 尼克·奧佛曼 饰 水管工
- 布莱尔·安德伍德（英语：Blair Underwood） 饰 伊莎贝尔的编辑
- 伊莎·布莱克（Isha Blaaker）饰 艾莉森·戴维斯（英语：Allison Davis (anthropologist)）
- 韋娜·法米加 饰 凱特（Kate）
- 奧黛莉·麥唐娜 饰 海爾小姐（Miss Hale）
- 康妮·尼爾森 饰 薩賓（Sabine）
- 迈尔斯·弗罗斯特（英语：Myles Frost） 饰 特雷冯·马丁（英语：Trayvon Martin）
- 珍絲敏·西凡斯·鍾斯 饰 伊丽莎白·戴维斯（Elizabeth Davis）
- 唐娜·米尔斯（英语：Donna Mills） 饰 柯普蘭夫人（Mrs. Copeland）
- 李奧納多·南 饰 內森（Nathan）
- 維多利亞·佩德雷蒂 饰 伊尔玛·埃克勒（Irma Eckler）
- 芬恩·維特羅克 饰 奥古斯特·兰德梅赛
- 艾蜜丽·扬西（英语：Emily Yancy） 饰 露比（Ruby），伊莎贝尔的母亲

## 制作
2020年10月，消息指阿娃·杜威内将为Netflix制作一部改编自著作《种姓：我们不满的根源》的电影，其本人将出任导演、编剧及制片人。2023年1月，安潔紐·艾莉絲、妮西·纳什-贝茨、強·柏恩瑟、韋娜·法米加、珍絲敏·西凡斯·鍾斯、尼克·奧佛曼和康妮·尼爾森宣布加盟剧组，Netflix不再参与制作。2023年2月，奧黛莉·麥唐娜、迈尔斯·弗罗斯特、布莱尔·安德伍德、維多利亞·佩德雷蒂、伊莎·布莱克、芬恩·維特羅克、李奧納多·南和唐娜·米尔斯宣布加盟。主体拍摄于2022年12月启动。

## 发行
影片于2023年9月6日在第80屆威尼斯影展首映。霓虹买下了电影的发行权。电影也于2023年9月11日在2023年多伦多国际电影节放映。

## 反响

### 专业评价
电影在评论聚合网站爛番茄上获得83%的新鲜度（23条评论），平均得分6.5/10。Metacritic平均得分72/100（12条评论），表示“普遍好评”。

### 奖项
| 年份 | 大奖             | 奖项   | 获得者      | 结果 | 参考   |
| ---- | ---------------- | ------ | ----------- | ---- | ------ |
| 2023 | 第80屆威尼斯影展 | 金獅獎 | 阿娃·杜威内 | 提名 | [ 15 ] |